# Qubes OS
Qubes OS는 보안 중심 데스크톱 리눅스 배포판으로, 분리를 통한 보안을 제공하는 것을 목표로 한다. 젠에 의한 가상화를 수행하며 사용자 환경은 페도라, 데비안, Whonix, 마이크로소프트 윈도우 등의 운영 체제를 기반으로 할 수 있다.

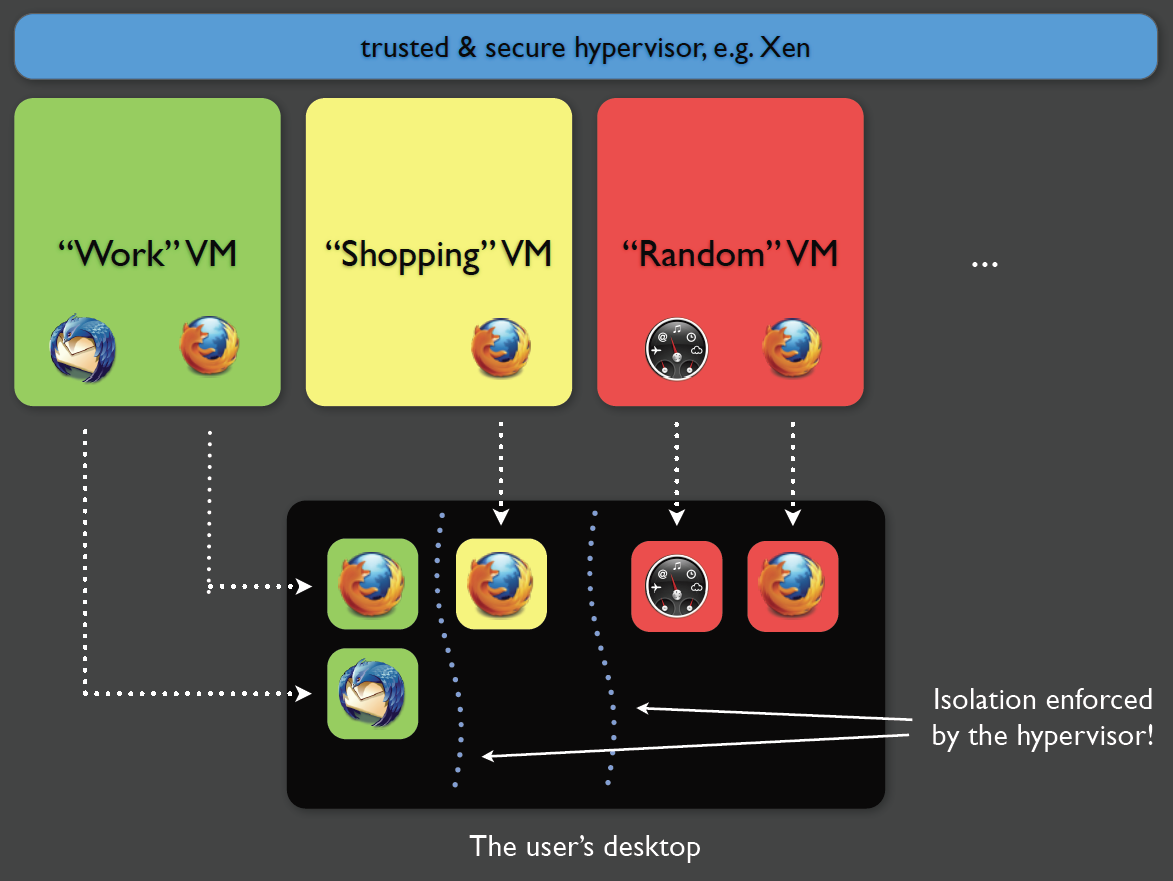
보안 도메인 스킴

## 같이 보기
- Whonix